# الدوسن
مدينة الدوسن هي إحدى بلديات ولاية أولاد جلال، وهي واحة كبيرة تدخل في النطاق الفلاحي لواحات الزيبان، تقع جنوب الجزائر، حيث تبعد مسافة 400 كم عن الجزائر العاصمة، وهي شهيرة بجودة تمورها، خاصة دقلة نور، كذلك تشتهر مدينة الدوسن بكثرة آبارها الأرتوازية، وأراضيها الخصبة الزراعية على غرار البلديات القريبة منها مثل الغروس وليوة وفوغالة وطولقة.
ومن أهم معالم المدينة مسجد الحديقة العتيق، والمدرسة القرآنية التي تخرج منها عدد من حفظة القرآن، وقد تخرج من هذه المدينة والقرى المجاورة لها كثير من العلماء الذين كان لهم الفضل الكبير والأثر البارز في نهضة الجزائر العلمية والثقافية قبل وبعد الإستعمار الفرنسي.

## أصل التسمية
وكلمة الدوسن قد تعود في أصلها إلى اللغة الرومانية؛ وهذا مـا توحي به مقابلتها بأسماء بعض الأماكن الأخرى، مثل دوسنة وهي الغابات الكثيفة المتواجدة في بن عزوز بعنابة، ومدينة وسان في ليبيا وفي المغرب.
ومعناه أيضا المكان المنخفض في لغة بربر البرانس.

## آثار الرومان
وقد كانت الدوسن أيام الرومان عبارة عن مركز عسكري متقدم؛ يربض على الضفة الشرقية لوادي جدي الشهير، وهو الحد الجنوبي للخط الدفاعي الروماني المعروف باللمس. وقد أقام الرومان على طول هذا الوادي مراكز عسكرية منها: الدوسن العامري وطولقة ومتليلي ..إلخ. وكانت منذ وقت ليس ببعيد في الدوسن المسماة قديما بالدشرة بعض الأساسات المبنية بالصخور العملاقة التي شيد بها الرومان مبانيهم، ثم استعملها الإستعمار الفرنسي لاحقا في بناء ثكنة عسكرية، وهي حاليا بمنطقة السطحة وتسمى بالبرج.

## الفلاحة
وتمتاز بلدية الدوسن بمزارعهـا النموذجية الفسيحة، وتتميز بتنوع محاصيل الأشجار مثل النخيـل والرمـان والتيـن والزيتون والمشمش والإجاص والتفاح والبرتقـال والعنـب والخـوخ والسفرجـل وأنواع أخرى مـن الفواكه. أضـف إلى أنهـا تنتـج أجـود أنـواع الخضـر الـتي تصـدر إلى شمـال البـلاد، وإلى خـارج الوطـن. غيـر أن أهـم ما تنتجـه هـذه البلدية هـو التمـر المعـروف باسـم دقلـة نـور.

## الجانب الثقافي
تحتضـن الدوسن عددا كبيرا مـن العلماء والصالحين والشعـراء والمثقفين.